# Telesil·la
Telesil·la (grec antic: Τελέσιλλα, llatí: Telesilla) fou una poeta lírica i heroïna d'Argos, una de les anomenades nou muses líriques, que va viure al voltant de l'any 510 aC, en temps de Cleòmenes i Demarat, reis d'Esparta.
Plutarc diu que la tradició la feia de naixement noble, i que estava afectada per una malaltia sobre la qual va consultar a l'oracle, que li va dir que havia de servir les Muses i, complint la comanda, es va dedicar a la poesia i a la música. Com a recompensa va recuperar la salut i va ser admirada per les dones d'Argos.
En la guerra entre Argos i Esparta, va adquirir prestigi no només per la seva poesia sinó pel seu valor personal, perquè a més a més d'estimular els argius amb la seva música, va agafar les armes i al capdavant d'una partida de dones va contribuir a la victòria, segons diuen Plutarc, Pausànias i Màxim de Tir. En memòria d'aquesta acció, hom li va fer una estàtua al temple d'Afrodita a Argos, amb els emblemes d'una poeta i d'una heroïna, i es va instituir un festival anual anomenat Ὑβριστικά, en el qual les dones es vestien d'homes (probablement el mateix festival conegut com Ἐνδυμάτια).
Les notícies sobre les seves obres són escasses. Ateneu de Nàucratis diu que va compondre una oda a Apol·lo anomenada Φιληλίας i Pausànias menciona poemes en honor d'Apol·lo i Àrtemis. Els únics versos complets deriven d'un parthenion compost per a un cor de verges argives sobre l'amor d'Àrtemis i el riu Alfeu: ἁ δ᾽ Ἁρτεμις, ὦ κόραι, φεύγοισα τὸν Ἀλφεόν.